# Saint-Bénézet
Saint-Bénézet ist eine französische Gemeinde mit 291 Einwohnern (Stand 1. Januar 2022) im Département Gard in der Region Okzitanien (vor 2016 Languedoc-Roussillon). Sie gehört zum Arrondissement Le Vigan (bis 2017 Arrondissement Alès) und zum Kanton Quissac.

## Geografie
Saint-Bénézet liegt etwa 15 Kilometer südsüdöstlich von Alès. Hier entspringt das Flüsschen Courme, das zum Vidourle entwässert. Die Nachbargemeinden von Saint-Bénézet sind Cassagnoles im Nordwesten und Norden, Maruéjols-lès-Gardon im Norden, Boucoiran-et-Nozières im Osten, Domessargues im Südosten, Aigremont im Süden sowie Lédignan im Westen.

## Bevölkerungsentwicklung
| Jahr                       | 1962 | 1968 | 1975 | 1982 | 1990 | 1999 | 2006 | 2020 |
| -------------------------- | ---- | ---- | ---- | ---- | ---- | ---- | ---- | ---- |
| Einwohner                  | 132  | 95   | 94   | 124  | 175  | 222  | 256  | 284  |
| Quellen: Cassini und INSEE |      |      |      |      |      |      |      |      |